# Tormopsolus lintoni
Tormopsolus lintoni är en plattmaskart. Tormopsolus lintoni ingår i släktet Tormopsolus och familjen Acanthocolpidae. Inga underarter finns listade i Catalogue of Life.